# Огнетелка нимфальная

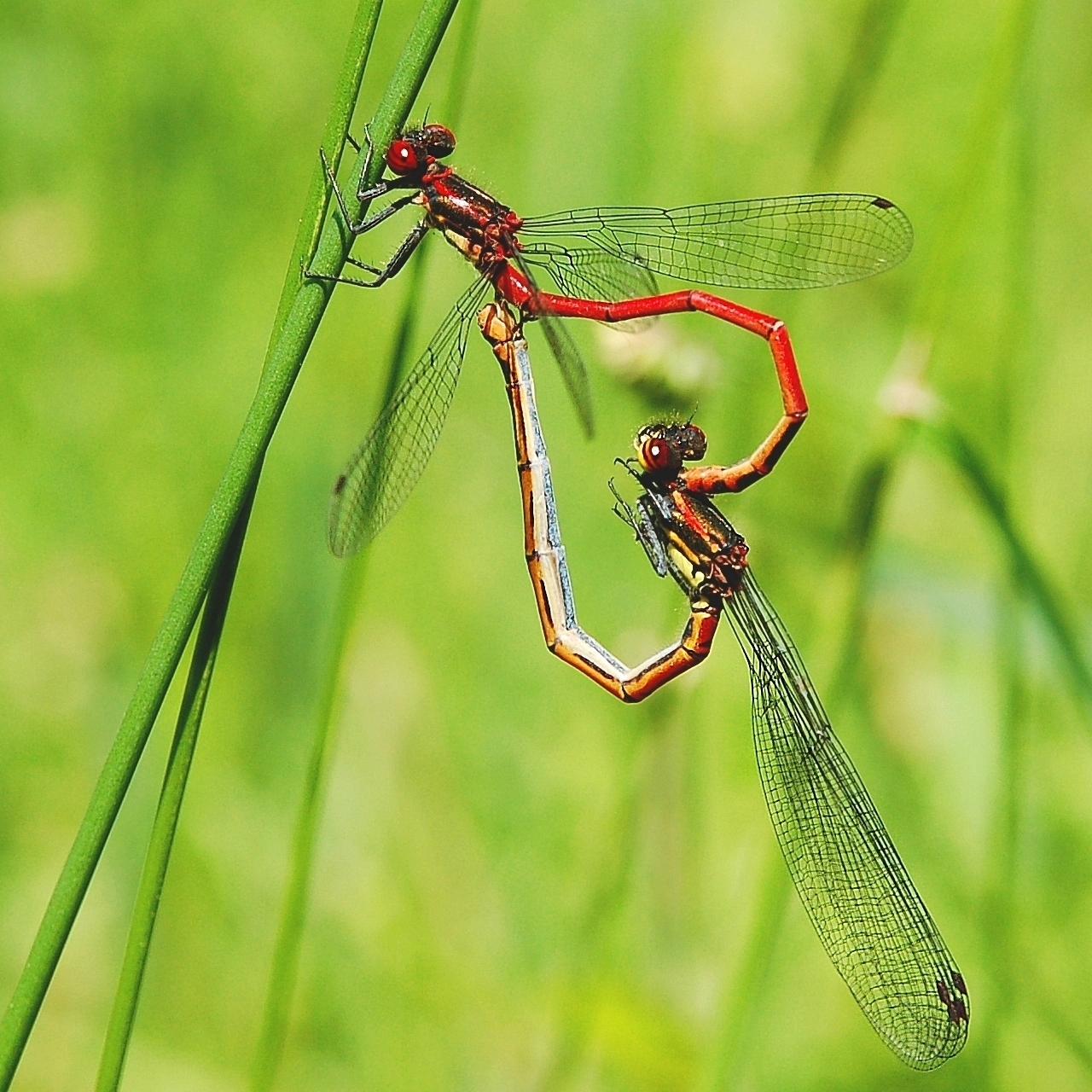
Спаривание огнетелки нимфальной (Pyrrhosoma nymphula)

Огнетелка нимфальная, или огнетелка нимфа, или стрелка нимфальная, или стрелка суриковая, или краснотелка-нимфа (лат. Pyrrhosoma nymphula) — вид равнокрылых стрекоз из семейства стрелок (Coenagrionidae).

## Этимология названия
Латинское nymphula — нимфочка (уменшительное от nympha). Нимфы — в древнегреческой мифологии женские божества, непосредственно олицетворявшие тот или иной элемент природы; считались дочерьми Зевса.

## Описание

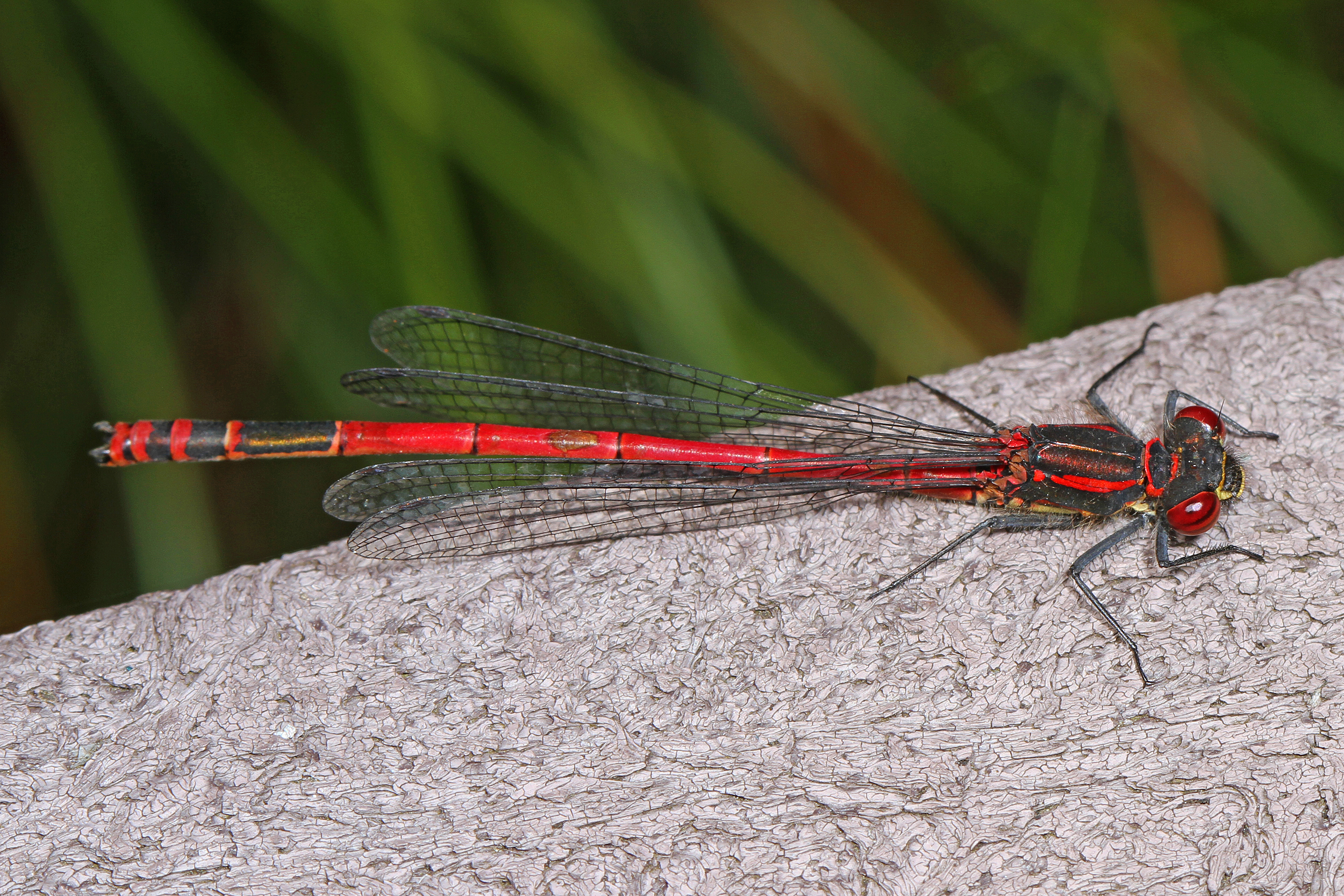

Длина 33-36 мм, брюшко 25-27 мм, заднее крыло 21-23 мм. Основной тон окраски красный. Окраска самца ярко-красная, у самки — варьирует от интенсивно красного до едва красноватого. У взрослых стрекоз брюшко сверху ярко-красное или охристо-жёлтое с чёрным рисунком.
Чёрные места на груди металлически-блестящие, светлые места красные и жёлтые. Доплечевая полоса светлоокрашенная, полная, широкая, пересекает плечевой шов. Голова широкая, сверху вдвое шире своей длины. Затылок лишён светлых пятен. Крылья прозрачные. Птеростигма узкая (занимает 1 ячейку), чёрного цвета. Ноги чёрные. Глаза красного цвета, сверху более красные либо бурые.

## Ареал
Вид населяет Европу и Закавказье, встречается в Северо-Западной Африке и в Передней Азии. Вид распространён локально, но в некоторых областях является обычным.
На Украине зарегистрирован в Западной Лесостепи, Прикарпатье, Карпатах, в Одесской области.

## Биология
Время лёта: с мая по август включительно. Встречается преимущественно около стоячих и проточных водоемах (выбор зависит в основном от местных условий), однако везде предпочитает хорошо развитую водную и прибрежную растительность. Самку во время кладки яиц сопровождает самец, в воду она погружает только
брюшко. Самки откладывают яйца в горизонтально лежащие в воде листья и качающиеся в воде стебли растений недалеко от поверхности воды. При этом они изгибают брюшко и помещают яйца в надрезы стебля, сделанные яйцекладом. Личинки питаются водными насекомыми или мелкими ракообразными.